# Tīnemū-ye Soflá
Tīnemū-ye Soflá (persiska: تینمو سفلی, Tīnemū-e Soflá) är en ort i Iran.   Den ligger i provinsen Kermanshah, i den nordvästra delen av landet, 400 km väster om huvudstaden Teheran. Tīnemū-ye Soflá ligger 1 693 meter över havet och antalet invånare är 165.
Terrängen runt Tīnemū-ye Soflá är kuperad åt sydväst, men åt nordost är den bergig. Runt Tīnemū-ye Soflá är det ganska tätbefolkat, med 60 invånare per kvadratkilometer. Närmaste större samhälle är Sonqor, 15,0 km norr om Tīnemū-ye Soflá. Trakten runt Tīnemū-ye Soflá består i huvudsak av gräsmarker.